# Curtiss V-1570 Conqueror

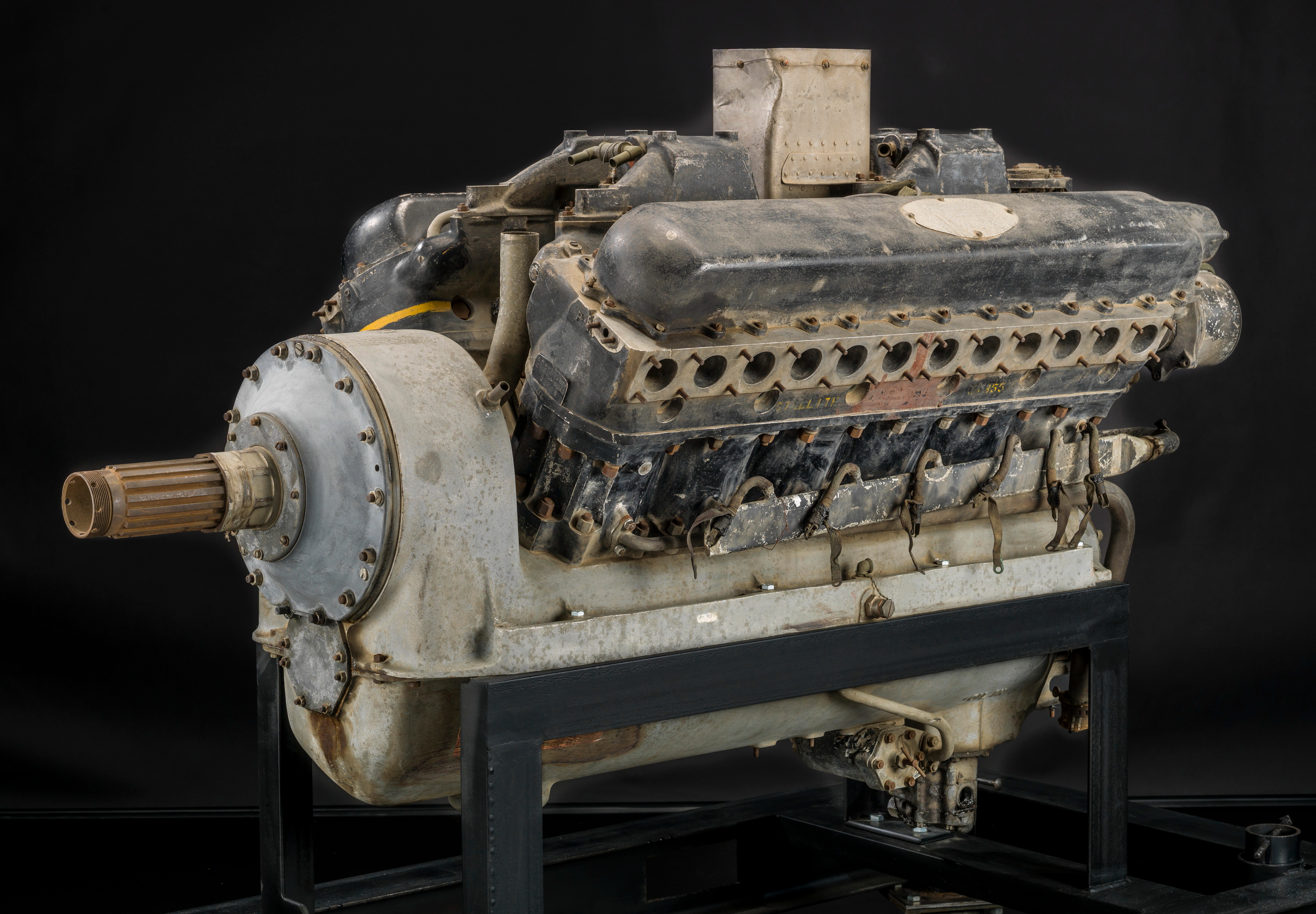
Un exemplaire exposé au NASM.

 Le Curtiss V-1570 Conqueror est un moteur d'aviation à pistons, de configuration V12, produit à partir de 1926 par Curtiss Aeroplane and Motor Company, qui devient Curtiss-Wright Corporation en 1929 après la fusion avec Wright Aeronautical.
Conqueror est la dénomination du constructeur. V-1570 est la désignation militaire, selon la nomenclature en vigueur dans les forces américaines : V pour la disposition des cylindres, 1570 pour la cylindrée (1570 pouces cubiques soit 26 litres).

## Développement
Conçu à partir du D-12, le V-1570 est comme lui un 12 cylindres à refroidissement par eau. C'est le dernier moteur de ce type développé chez Curtiss (ou chez Curtiss-Wright) qui s'est ensuite pleinement consacré aux moteurs en étoile refroidis par air, préférés par les militaires américains. 